# Беннетт, Эрролл
Эрролл Беннетт (фр. Erroll Bennett; 7 мая 1950, Папеэте, Заморские владения Франции — 2 июня 2025) — таитянский футболист, серебряный призёр и лучший бомбардир первого розыгрыша Кубка наций ОФК. Согласно опросу МФФИИС занял 15 место в списке лучших футболистов Океании XX века.

## Биография
На Кубке наций 1973 года Беннетт сыграл во всех четырёх матчах группового этапа и отметился тремя забитыми мячами: по одному в ворота Новой Каледонии (2:1), Новой Зеландии (1:1) и Вануату (1:0). Также сыграл в финальном матче против Новой Зеландии, в котором сборная Таити потерпела поражение со счётом 0:2. С тремя забитыми голами Беннетт стал одним из лучших бомбардиров турнира, разделив первое место с новозеландцем Аланом Марли и новокаледонцем Сегином Вайеволем. Также принял участие в Кубке наций ОФК 1980, где отметился голами в матче с Новой Зеландией и финальном матче с Австралией (2:4).
По основной профессии был полицейским. В 1977 году Беннетт присоединился к церкви Иисуса Христа Святых последних дней и с тех пор отказался играть в футбол по воскресеньям. В связи с этим, глава местной футбольной лиги Наполеон Спитс договорился с остальными командами о переносе матчей на вечернее время в будни.
Его сын Ная (р. 1977) также стал футболистом.
Эрролл Беннетт скончался 2 июня 2025 года.